# Chine, on ne bâillonne pas la lumière
Chine, on ne bâillonne pas la lumière est un ouvrage de la sinologue Marie Holzman et du journaliste Noël Mamère paru en 1996. Il présente le parcours de plusieurs dissidents chinois comme Wei Jingsheng, Yang Chunlin, Xu Wenli et Ding Zilin.

## Présentation
Le titre du livre on ne bâillonne pas la lumière est un emprunt à Victor Hugo (Les Châtiments dans sa Préface de 1853). L'ouvrage présente plusieurs dissidents chinois : 
Wei Jingsheng, à l'origine du "printemps de Pékin" de 1979, et qui avait réclamé l'instauration de la démocratie avec la Cinquième Modernisation auprès du régime communiste dirigé par Deng Xiaoping. Des textes concernant ce dissident notoire sont présentés dans l'ouvrage. Marie Holzman, qui a rencontré Wei Jingsheng en 1979 puis en 1994 à sa sortie de prison, évoque l'homme et ses idées. Elle détaille les deux procès qu'il a subi et met en avant sa force de caractère qui lui permet de conserver sa foi dans son idéal,. Par ailleurs Marie Holzman rapporte qu'en 1994, elle demande à Zhao Ziyang, alors en visite à Paris pourquoi il laisse en prison Wei Jingsheng. Énigmatique, il lui répond : « Quand il sera libéré, il sera dans la force de l'âge. Il pourra se rendre utile. S'il était âgé, il serait encore plus à plaindre ». En 1989, Zhao Ziyang va sur la place Tian'anmen dialoguer avec les étudiants. Marie Holzman s'interroge : « N'allait-il pas, à son tour, perdre la liberté et terminer ses jours sans jamais revenir aux affaires ? ». Effectivement, il sera désavoué et emprisonné à son tour. 
Le militant Yang Chunlin réunit, en 2007, 10 000 signatures sous une lettre ouverte intitulée : Nous voulons les droits de l’Homme, pas les Olympiades. Il est alors condamné à cinq ans de prison. Sont aussi évoqués Ding Zilin, une des mères de Tian'anmen, dont le fils est mort lors des manifestations de 1989, tué d'une balle tirée par l'armée chinoise. Xu Wenli, un autre dissident chinois qui a participé au Printemps de Pékin.

## Accueil critique
Michel Bonnin évoque le style personnel du livre, largement influencé par Marie Holzman. La dimension humaine des personnages évoqués est privilégiée au détriment d'une présentation exhaustive de la dissidence chinoise. Pour la Ligue des droits de l'Homme : « Marie Holzman et Noël Mamère dénoncent la répression omniprésente du régime chinois envers ses opposants et donnent la parole à cette génération Tian’anmen, génération perdue, sacrifiée ».

## Publications
- Chine, on ne bâillonne pas la lumière, Paris, Ramsay, 1996, 368 pp.
- Chine, on ne bâillonne pas la lumière, Tian’anmen 20 ans après, Jean-Claude Gawsewitch Éditeur, Collection Coup de Gueule, 2009,